# Ocean Machine: Biomech
Ocean Machine: Biomech ist das erste Soloalbum des kanadischen Rockmusikers Devin Townsend. Es erschien im Juli 1997 bei seinem eigenen Plattenlabel HevyDevy Records.

## Entstehung
Die Idee zu dem Album hatte Devin Townsend bereits 1990 als 18-Jähriger entwickelt, sodass sich der gesamte Songwriting-Prozess über mehrere Jahre hinzog. Die Basisspuren wurden Ende 1995 in den The Factory Studios in Vancouver aufgenommen und von Tim Oberthier gemischt. Townsend, der mit dem Ergebnis unzufrieden war, nahm einen Großteil des Albums in seinem Heimstudio und zusammen mit Daniel Bergstrand im Musibelios (Málaga, Spanien) nochmals auf. Das Mastering fand schließlich im Sterling Sound in New York City statt. Townsend verschickte das fertige Tonband an verschiedene Plattenlabel, unter anderem an Century Media, wo sein Projekt Strapping Young Lad unter Vertrag stand, erhielt aber nur Absagen. Deshalb veröffentlichte er das Album erst Mitte 1997 über sein eigenes Label HevyDevy Records. Im März 1998 wurde das Album über das kleine Nürnberger Label USG Records (Vertrieb eastwest) auch in Deutschland und Europa veröffentlicht.

## Titelliste
1. Seventh Wave – 6:50
2. Life – 4:31
3. Night – 4:45
4. Hide Nowhere – 5:00
5. Sister – 2:48
6. 3 A.M. – 1:56
7. Voices in the Fan – 4:39
8. Greetings – 2:53
9. Regulator – 5:06
10. Funeral – 8:06
11. Bastard – 10:17
  - 1/Not One of the Better Days
  - 2/The Girl from Blue City
12. The Death of Music – 12:15
13. Things Beyond Things – 4:47 (Bonustrack)

## Kritiken
Michael Rensen vom Musikmagazin Rock Hard hebt die Science-Fiction-Atmosphäre des Albums hervor, die durch die Kombination von Industrial-Riffs mit „bombastischen Sci-Fi-Keyboardorkanen“ erzeugt werde. Er nennt Ocean Machine: Biomech ein „endzeitliche[s] Gänsehaut-Album“. Jörg Graf vom Onlinemagazin Babyblaue Seiten tut sich schwer mit der Einordnung des Genres, da es sich um eine Nische des Heavy Metal zwischen Gothic Metal und Industrial Metal handele, die bislang so noch nicht bedient worden sei. Durch den Einsatz von Overdubs und Halleffekten werde eine Atmosphäre wie ein Ozean erschaffen, er resümiert, dass Townsend mit diesem „melodisch-düsteren Bombast-Overkill“ ein „schönes Experiment“ gelungen sei. John Chedsey von Satan Stole my Teddybear schreibt, dass Townsend mit dem texturierten Sound, den intensiven melodischen Strukturen und Ideen „so groß wie der Indische Ozean“ ein phänomenales und ergreifendes Werk gelungen sei.